# クレードネ
クレードネ（Creidné）は、アイルランド神話の女性戦士。フィアナ騎士団の一員として地上や海上で戦った。父親と近親相姦を行い、3人の息子を産んだ。